# Independence Day (1996)
Independence Day ist ein US-amerikanischer Science-Fiction-Film des Regisseurs Roland Emmerich aus dem Jahr 1996. Der Film handelt von einem Angriff Außerirdischer auf die Erde und dessen Abwehr durch die Menschen. Hauptdarsteller sind Jeff Goldblum, Will Smith und Bill Pullman. Der Film lief am 19. September 1996 in den deutschen Kinos an. Die Fortsetzung Independence Day: Wiederkehr kam am 24. Juni 2016 in die US-amerikanischen Kinos. Die Spezialeffekte schufen Volker Engel und Douglas Smith.

## Handlung

### Tag 1: 2. Juli
Zwei Tage vor dem US-amerikanischen Unabhängigkeitstag – dem Independence Day am 4. Juli – schwenkt ein riesiges außerirdisches Raumschiff in die Erdumlaufbahn ein. Das Raumschiff hat einen Durchmesser von etwa 550 Kilometern. Etwa drei Dutzend kleinere Schiffe in der Form von fliegenden Untertassen mit einem Durchmesser von jeweils etwa 25 Kilometern lösen sich von seiner Unterseite und positionieren sich über vielen Metropolen der Erde. Der Satellitenempfang überall auf der Welt ist gestört, Panik und Unsicherheit brechen aus.
Der US-Präsident Thomas Whitmore hofft, mit den Extraterrestrischen friedliche Beziehungen herstellen zu können, aber der Satellitentechniker David Levinson entdeckt, dass die Satellitenstörungen durch ein verstecktes Signal verursacht werden, mit dem die Außerirdischen ihre Bewegungen koordinieren. Das Signal wird kontinuierlich schwächer und wird schon bald verschwinden, was einem Countdown für den Beginn eines Angriffes gleichkommt.
Gerade noch rechtzeitig kann Levinson seine noch nicht von ihm geschiedene Ex-Frau Constance „Connie“ Spano, die Whitmores Pressesprecherin ist, und den Präsidenten warnen und zusammen mit ihnen in der Air Force One fliehen, bevor Washington, D.C. mitsamt dem Weißen Haus durch Energiestrahlen der außerirdischen Raumschiffe explodiert.

### Tag 2: 3. Juli
Viele Hauptstädte und militärische Einrichtungen überall auf der Welt liegen in Schutt und Asche, darunter New York City, Berlin und Los Angeles.
Die Air Force One landet auf der Geheimbasis Area 51, die zur Überraschung des Präsidenten tatsächlich existiert. Hier treffen weitere Akteure ein: Captain Steven Hiller, ein Pilot des United States Marine Corps, der beim Luftkampf mit ausschwärmenden Jagdschiffen der Aliens abgestürzt ist, im Zuge dessen aber einen von deren Piloten gefangen nehmen konnte, seine Freundin und ihr Sohn, die in L.A. die schwer verwundete First Lady gefunden haben, sowie Russell Casse, ein alkoholabhängiger Vietnamveteran der U.S. Air Force, der mit seinen Stiefkindern gerade noch rechtzeitig der Katastrophe entkommen ist. Er hat mit den Aliens eine Rechnung offen, da er nach eigenen Angaben zehn Jahre zuvor von ihnen entführt und diversen Experimenten unterzogen wurde.
In Area 51 rüsten Wissenschaftler und Militärs unter der Führung Whitmores zum Gegenschlag. Es stellt sich heraus, dass beim Roswell-Zwischenfall vor knapp 50 Jahren ein abgestürztes Jagdschiff der Angreifer mit drei toten Aliens geborgen wurde, das seitdem erforscht wird. Der von Hiller gefasste Alien wird ins Labor gebracht, wo er plötzlich erwacht und einige Wissenschaftler tätlich angreift, wobei der Laborleiter Dr. Okun scheinbar ums Leben kommt, tatsächlich aber ins Koma versetzt wird. Als der Präsident hinzukommt, beginnt der Außerirdische mit diesem per Gedankenübertragung zu kommunizieren. Dabei erfährt Whitmore, dass die Invasoren vorhaben, die Menschheit zu vernichten und anschließend die Ressourcen des Planeten auszubeuten, so wie sie es bereits vielfach nach Art der Wanderheuschrecken mit anderen Planeten durchgeführt haben. Als der Außerirdische beginnt, den Präsidenten geistig zu attackieren, wird er erschossen.
Versuche, den Angreifern mit konventionellen und nuklearen Waffen beizukommen, scheitern an ihrer überlegenen Schutzschildtechnologie.

### Tag 3: 4. Juli
Durch eine Bemerkung seines Vaters Julius Levinson inspiriert, entwickelt David einen Plan: Um die Invasionsflotte vernichten zu können, soll das Mutterschiff mit einem Computervirus infiziert werden, der durch das Kommunikationsnetz an alle Tochterschiffe weitergeleitet wird und deren Schutzschilde ausfallen lässt.
Nachdem Hiller und David Levinson am Morgen des 4. Juli mit dem Jagdschiff der Aliens zum Mutterschiff aufgebrochen sind, soll zeitgleich mit dem Zusammenbruch der Schutzschilde ein weltweiter Luftangriff erfolgen. Nachdem seine Frau am Vorabend in seinen Armen an inneren Blutungen gestorben ist, nimmt der Präsident, selbst ehemaliger Pilot, nach einer flammenden Rede an seine Leute zusammen mit Russell Casse persönlich an der Luftschlacht teil.
Hiller und Levinson gelingt es tatsächlich, unbehelligt in das Mutterschiff einzudringen, wo sie die Vorbereitungen für den Einsatz einer riesigen Invasionstruppe der Außerirdischen beobachten. Nachdem sie angedockt haben, übertragen sie per Funk das Virus ins Bordsystem der Aliens. Wie geplant fallen nach einiger Zeit die Schutzschilde aller Tochterschiffe der Aliens aus, und die Raketen der irdischen Kampfflugzeuge zeigen endlich Wirkung. Als ein Raumschiff auch Area 51 angreift, opfert sich Russell Casse, indem er mit seiner F-18 mit seiner letzten Rakete, die sich nicht abfeuern lässt, direkt in die Primärwaffe des Alien-Raumschiffs steuert, das dadurch explodiert. Inzwischen wurden Hiller und Levinson im Mutterschiff entdeckt und hinterlassen eine Atombombe mit Verzögerungszünder, um sich dann nach einer Verfolgungsjagd auf den Weg zurück zur Erde zu machen. Die Bombe zerstört nach 30 Sekunden das Mutterschiff, während es den Kampfpiloten überall auf der Erde gelingt, sämtliche Schlachtschiffe der Außerirdischen auszuschalten.
Am Ende des Films fahren Hillers und Levinsons Familien mit dem Präsidenten den beiden Piloten entgegen und können beobachten, wie die Trümmer des Mutterschiffs in der Atmosphäre verglühen, während auf der ganzen Welt die Menschen den Sieg über die Alien-Schiffe feiern.

## Außerirdische
Die dargestellten Aliens sind auf zwei Beinen aufrecht gehende Wesen auf Kohlenstoffbasis. Zeitweise tragen sie organische, biomechanische, grau-grüne Schutzanzüge, mit der sie die Größe eines durchschnittlichen erwachsenen Menschen übersteigen. Ohne diesen Schutzmantel haben sie eine braune Hautfarbe, einen breiten Hinterkopf und die Körpergröße eines größeren Kindes. Die Außerirdischen haben mit der Hülle große, rautenförmige Hinterköpfe und je acht Tentakeln auf dem Rücken, mit denen sie greifen können. Außer zwei mandelförmigen silberglänzenden Augen sind keine weiteren Sinnesorgane oder Körperöffnungen wie Ohren, Nase oder Mund erkennbar. Es sind stumme Wesen, die über Telepathie kommunizieren. Sie atmen Sauerstoff und haben eine dem Menschen vergleichbare Hitze- und Kälteempfindlichkeit. Ihre Technologie ist der menschlichen weit überlegen.

## Produktion

### Besetzung und Synchronisation
- Präsident Thomas J. Whitmore (Bill Pullman): Jugendlicher Präsident der Vereinigten Staaten und früherer Militärpilot aus dem Golfkrieg. Er holt sich seine Wertschätzung wieder zurück, als er den Widerstand gegen die Aliens antreibt und als Geschwaderführer mit einer F-18 selbst den Kampf anführt.
- Captain Steven „Eagle“ Hiller (Will Smith): Pilot des Marine Corps, Staffelkapitän der VMFA-314 "Black Knights", der das auf Area 51 gebunkerte Fluggerät der Außerirdischen fliegen kann.
- David Levinson (Jeff Goldblum): Als technisches Genie gelingt ihm die Entschlüsselung eines Satellitensignals der Aliens und er infiziert das Mutterschiff erfolgreich mit einem Computervirus.[3]
- First Lady Marilyn Whitmore (Mary McDonnell): Wurde lebensgefährlich verletzt und stirbt später in Area 51.
- Jasmine Dubrow (Vivica A. Fox): Striptease-Tänzerin mit Sohn und Freundin von Steve Hiller. Sie heiratet Steve vor seinem Einsatz gegen das Mutterschiff der Aliens am Ende des Films.
- Russell Casse (Randy Quaid): Veteran des Vietnamkrieges und hält sich als Agrarflieger über Wasser. Anfangs von seiner Umgebung wegen des Glaubens an die Aliens belächelt, wandelt er sich zum Ende des Films hin zum zentralen Helden des Kampfes gegen die Aliens.
- General William Grey (Robert Loggia): Stabschef der US-Streitkräfte und Weggefährten des Präsidenten während dessen Militärzeit. Er organisiert die entscheidende Schlacht gegen die Aliens.
- Dr. Brackish Okun (Brent Spiner): Wissenschaftlicher Leiter auf Area 51. Fungiert unfreiwillig als Medium beim direkten Kontakt zwischen dem US-Präsidenten und einem Alien unmittelbar vor der entscheidenden Schlacht. Er liegt anschließend im Koma.[2]

| Darsteller        | Deutscher Sprecher       | Rolle                       |
| ----------------- | ------------------------ | --------------------------- |
| Will Smith        | Leon Boden               | Captain Steven Hiller       |
| Jeff Goldblum     | Arne Elsholtz            | David Levinson              |
| Bill Pullman      | Detlef Bierstedt         | Präsident Thomas Whitmore   |
| Margaret Colin    | Liane Rudolph            | Constance Spano             |
| Robert Loggia     | Jochen Schröder          | General William Grey        |
| Judd Hirsch       | Klaus Sonnenschein       | Julius Levinson             |
| Vivica A. Fox     | Anke Reitzenstein        | Jasmin Dubrow               |
| James Rebhorn     | Lothar Blumhagen         | Albert Nimziki              |
| Randy Quaid       | Jürgen Kluckert          | Russell Casse               |
| Mary McDonnell    | Beate Menner             | First Lady Marilyn Whitmore |
| James Duval       | Simon Jäger              | Miguel Casse                |
| Brent Spiner      | Michael Pan              | Dr. Brackish Okun           |
| Adam Baldwin      | Andreas Hosang           | Major Mitchell              |
| Harvey Fierstein  | Tommi Piper              | Marty Gilbert               |
| Harry Connick Jr. | Tobias Meister           | Captain Jimmy Wilder        |
| Lisa Jakub        | Sonja Spuhl              | Alicia Casse                |
| Giuseppe Andrews  | Tobias Nath              | Troy Casse                  |
| Kiersten Warren   | Ranja Bonalana           | Tiffany                     |
| Bill Smitrovich   | Friedrich Georg Beckhaus | Lt. Colonel Watson          |
| Ross Bagley       | Carsten Otto             | Dylan Dubrow                |
| Mae Whitman       | Julia Kaufmann           | Patricia Whitmore           |
| John Storey       | Bernd Schramm            | Dr. Isaacs                  |

### Filmmusik
Die von David Arnold komponierte Filmmusik wurde mit einem 90-köpfigen Orchester, einem 46-köpfigen Chor aufgenommen. und 1997 mit einem Grammy ausgezeichnet.
Der Soundtrack wurde zweimal offiziell auf CD veröffentlicht. RCA veröffentlichte zum Zeitpunkt der Veröffentlichung des Films ein 50-minütiges Album, und 2010 veröffentlichte La-La Land Records ein limitiertes Zwei-CD-Set, das die komplette Musik plus 12 alternative Cues enthielt.

#### RCA-Titel
1. 1969 – We Came In Peace	2:04
2. S.E.T.I. – Radio Signal	1:52
3. The Darkest Day	4:13
4. Canceled Leave	1:45
5. Evacuation	5:47
6. Fire Storm	1:23
7. Aftermath	3:35
8. Base Attack 6:11
9. El Toro Destroyed	1:30
10. International Code	1:32
11. The President's Speech	3:10
12. The Day We Fight Back	4:58
13. Jolly Roger	3:15
14. End Titles	9:08

Total:	50:23
Als das SETI in New Mexico die ersten Signale des außerirdischen Raumschiffs empfängt, läuft dort der Song It’s the End of the World as We Know It (And I Feel Fine) von R.E.M.

### Marketing und Veröffentlichung
Der Filmstart von ID4 (so der Vorabtitel) wurde von einer Marketingkampagne der Produktionsfirma 20th Century Fox bis dahin nicht gekannten Ausmaßes begleitet, die 25 Millionen Dollar kostete und maßgeblich zum Erfolg des Films beitrug. Die Kampagne wurde von einem Werbespot eingeleitet, welcher während des Super Bowls übertragen wurde. Obwohl der Filmstart in den USA für den 3. Juli 1996 geplant war, wurde er aufgrund des enormen Interesses in vielen Kinos bereits einen Tag früher gezeigt, am selben Tag, an dem auch die Filmhandlung einsetzt. In Deutschland lief der Film am 19. September an.

## Rezeption

### Kritiken
Der Film stieß bei Kritikern und Zuschauern sowohl auf große Zustimmung als auch auf heftige Ablehnung. Der Erfolg des Films gab Emmerich und seinem Produzenten Devlin jedoch insofern Recht, als Independence Day bei einem Budget von geschätzten 75 Millionen US-Dollar weltweit über 800 Millionen US-Dollar einspielen konnte. Damit belegt er Platz 102 (Stand: 19. April 2025) in der Liste der erfolgreichsten Filme aller Zeiten.
- Kino.de erkennt im Film eine
„… furios-frische Mischung aus ‚Krieg der Welten‘, ‚Krieg der Sterne‘ und ‚Unheimliche Begegnung der dritten Art‘ mit den besten Zutaten aus ‚Top Gun‘, ‚Der Stoff, aus dem Helden sind‘ und anderen luftigen Leinwand-Abenteuern der letzten Dekade, sowie schaurig-schönen Reminiszenzen an die großartigen Kommunistenangst-Metaphern der fünfziger Jahre wie etwa ‚Tarantula‘.“[9]
- Artechock.de zeigt sich hingegen kritischer:
„Im Gegensatz zum Inhalt gibt sich die Form sehr modern, wobei sie aber innerhalb der Konventionen des Actionfilms bleibt. Die Special-Effects, die ganz ausgezeichnet sind, und die große Geschwindigkeit der Bilder lassen den Zuschauer kaum zu Atem kommen. Was dazu führt, dass man hin und wieder die Dämlichkeit der Handlung vergisst.“'[10]
- Dagbladet, eine norwegische Zeitung, zeigt sich positiver:
„Die Effekte und die Szenen des Films sind genial, die Darsteller erfrischend und die Bilder gewaltig. Das Drehbuch hingegen ist völliger Schwachsinn. Aber einen Abstecher ins Kino ist Roland Emmerichs neuester Streich schon wert.“
- Das Lexikon des internationalen Films schreibt, es sei ein
„Schrill-patriotischer Science-Fiction-Film, der Vorgaben aus Dutzenden von Science-Fiction-, Katastrophen- und Kriegsfilmen zu einem tricktechnisch aufwendigen Zerstörungsabenteuer verarbeitet. Ideologisch fragwürdig, aber erfolgreich in seiner Spekulation mit äußerlichen und emotionalen Effekten.“[11]

### Auszeichnungen
- 1996: Goldene Leinwand: mit einem und zwei Sternen
- 1997: Oscar: zwei Nominierungen, davon den für Best Visual Effects gewonnen
- 1997: BMI Film & TV Award: Gewonnen (David Arnold)
- 1997: Grammy: Best Instrumental Composition Written for a Motion Picture or for Television (David Arnold) gewonnen
- 1997: MTV Movie Awards: fünf Nominierungen, davon den für Best Kiss (Will Smith und Vivica A. Fox) gewonnen
- 1997: Saturn Award: Gewonnen in den Kategorien bester Science Fiction Film, beste Regie und beste Spezialeffekte sowie acht weitere Nominierungen.
- Außerdem gewann der Film den 1996 einmalig verliehenen Joe Eszterhas Award.
- Die Deutsche Film- und Medienbewertung (FBW) in Wiesbaden verlieh dem Film das Prädikat „wertvoll“.

## Trivia
Harald Lesch antwortete auf eine Zuschauerfrage in einer fünfminütigen Sendung namens Wie realistisch ist die Darstellung der großen Mutterschiffe in Independence Day? der Sendereihe sci_xpert – Leschs Universum des Pay-TV-Spartenkanals Syfy, dass die im Film gezeigten Raumschiffe aufgrund ihres Volumens durch Luftverdrängung einen so enormen Luftdruck in der Erdatmosphäre erzeugen würden, dass die Großstädte unter ihnen einfach zerbersten würden. Ein großes Mutterschiff mit einem Viertel der Mondmasse in einer geostationären Bahn in etwa 36.000 km Höhe, also einem Zehntel des Erde-Mond-Abstands, die Erde umkreisend, würde Ebbe und Flut auslösen. Laut Lesch wäre die Größe des Mutterschiffes schon möglich und auch nötig, wenn man sich für längere Zeit im Weltraum aufhalten will und so viele Lebewesen an Bord versorgen muss.
In der finalen Szene, in der der Soldat Steven Hiller und der Techniker David Levinson dem feindlichen Mutterschiff durch ein sich schließendes Tor entkommen, spricht der Pilot Steven Hiller, verkörpert von Will Smith, den Satz: „Elvis hat das Gebäude verlassen.“ Dabei handelt es sich um die in der englischsprachigen Welt gängige Redewendung “Elvis has left the building”, die auf den Rock-’n’-Roll-Sänger Elvis Presley zurückgeht. Als der jüdische Vater von Levinson den Ex-Verteidigungsminister zum Beten auffordert und dieser entgegnet, er sei nicht jüdischen Glaubens, erhält er die Antwort „Niemand ist vollkommen“ – wohl eine Reminiszenz Emmerichs an Billy Wilders Manche mögen’s heiß.
Im Jahr 2016 erschien der Science-Fiction-Film Independence Wars – Die Rückkehr, der von Titel bis Inhalt dem Emmerich-Film Independence Day stark ähnelt. Im Unterschied zu Independence Day treten jedoch in Independence Wars Zombies auf. Ferner erschien im selben Jahr mit Independents – War of the Worlds ein weiteres epigonales Filmwerk.

## Bücher
Independence Day, das gleichnamige Buch zum Film, wurde von Stephen Molstad verfasst und erschien 1997 (deutsch: Independence Day – Der Tag, an dem wir zurückschlagen).
Die Vorgeschichte zum Film erschien ebenfalls 1997 unter dem Titel Independence Day: Silent Zone (deutsch: Was geschah in Area 51?, 1998) vom selben Autor. Es erzählt die Geschichte des Wissenschaftlers Brackish Okun.
Ein drittes Buch des Autors, welches auf Deutsch nicht veröffentlicht wurde, erschien 1999 unter dem Titel Independence Day: War in the Desert und führt die Geschichte um überlebende Außerirdische im Nahen Osten fort.